# Combat de Mansilla
Guerre d'indépendance espagnole
Batailles
- Durango (10-1808)
- Balmaseda (11-1808)
- Burgos (11-1808)
- Roses (11-1808)
- Espinosa (11-1808)
- Tudela (11-1808)
- Bubierca (11-1808)
- Somosierra (11-1808)
- Cardedeu (12-1808)
- Saragosse (12-1808)
- 1re Molins de Rei (12-1808)
- Sahagún (12-1808)
- Benavente (12-1808)
- Mansilla (12-1808)
- Castelló d'Empúries (01-1809)
- Cacabelos (01-1809)
- Lugo (01-1809)
- Zamora (01-1809)
- Astorga (01-1809)
- La Corogne (01-1809)

Le combat de Mansilla se déroula le 30 décembre 1808 à Mansilla de las Mulas, en Espagne, dans le cadre de la guerre d'indépendance espagnole. Il opposa la cavalerie  française du général Jean-Baptiste Franceschi-Delonne à l'arrière-garde du corps espagnol de La Romana commandée par le général Rafael Martinengo. L'affrontement se solda par une victoire française. 

## Contexte

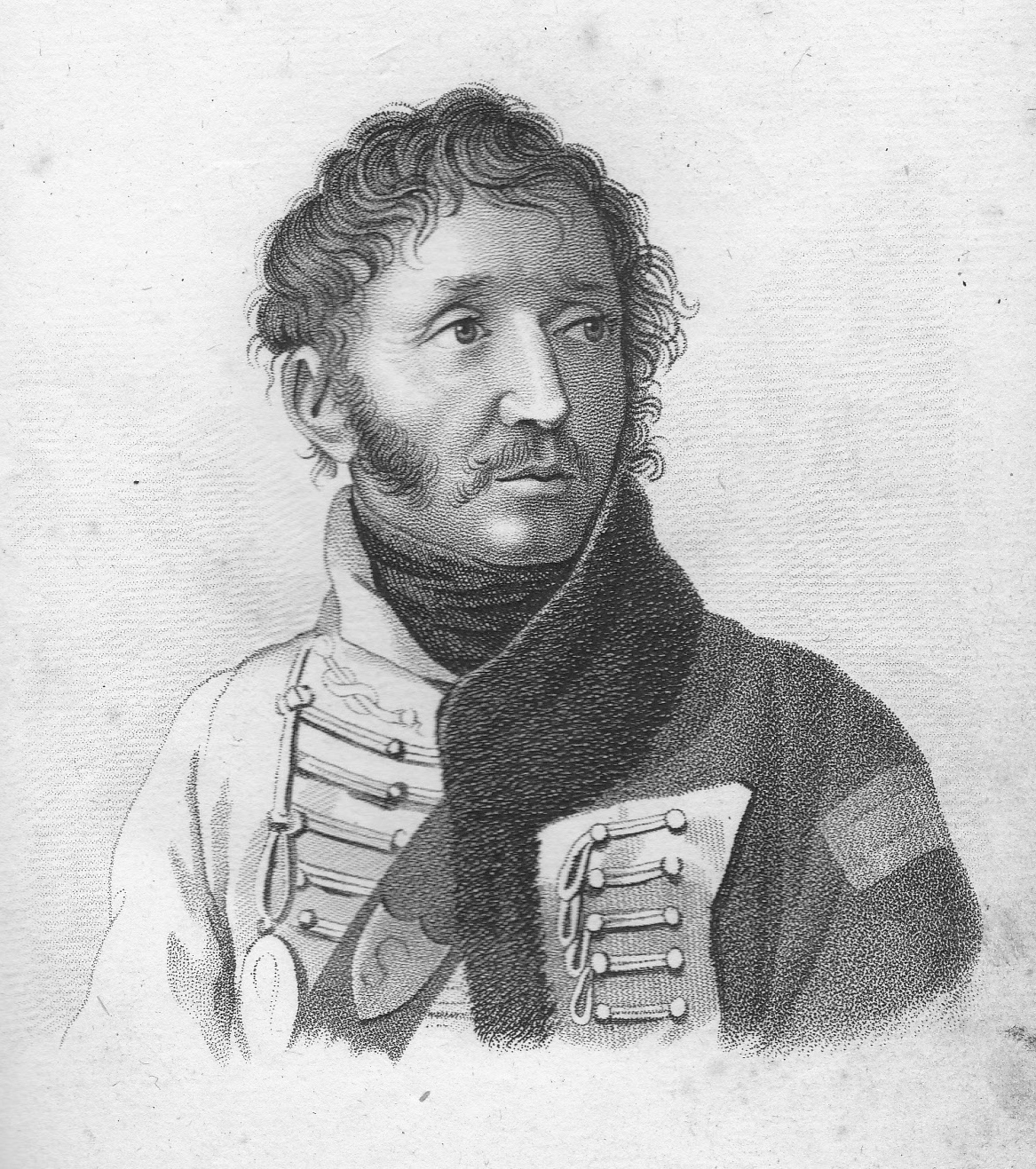
Le général Franceschi-Delonne, commandant la cavalerie légère du corps de Soult. Officier compétent et agressif, il était tenu en haute estime par ses supérieurs.

Le 21 décembre 1808, l'armée française commandée par Napoléon commença à traverser la Sierra de Guadarrama afin d'anéantir les troupes britanniques du général Moore présentes en Espagne. Les Français progressèrent sous des conditions climatiques épouvantables avant de déboucher des cols de la Guadarrama à El Espinar le 23 décembre. Le général Moore avait entre-temps été informé de la marche de Napoléon sur ses arrières et il décida de se replier en toute urgence pour échapper à l'encerclement. L'Empereur était soucieux d'accélérer les opérations afin d'intercepter les Britanniques dans leur retraite et il demanda à ses troupes des efforts considérables, mais la pluie et la boue retardèrent leur progression. 
Alors que Moore se repliait vers La Corogne, 8 000 soldats espagnols sous les ordres du marquis de La Romana, qui s'étaient avancés pour soutenir la progression de leurs alliés britanniques, durent se replier sur León, poursuivis par la cavalerie légère du corps de Soult commandée par le général Franceschi-Delonne. Laissant le général Rafael Martinengo avec 3 000 hommes pour garder le pont sur l'Esla à Mansilla de las Mulas, La Romana arriva à León le 30 décembre et s'y installa avec le gros de sa troupe.

## Forces en présence
La division de cavalerie du général Franceschi-Delonne se composait du 8e régiment de dragons, du 1er régiment provisoire de chasseurs à cheval, du 22e régiment de chasseurs à cheval et du régiment de chasseurs à cheval hanovriens, pour un total de 2 200 sabres. Face à elle, la 2e division de l'armée de Galice commandée par le général Martinengo alignait 3 000 hommes et deux canons, mêlant des unités régulières et de la milice. Les troupes régulières comprenaient les régiments d'infanterie Naples et Navarra à deux bataillons chacun, deux escadrons du régiment de cavalerie de la Reine et un escadron du régiment de cavalerie Montesa. Les régiments Pontevedra et Segovia étaient des unités de milice et les « volontaires de la Victoire » était une formation de création récente. Une compagnie de sapeurs était également présente sur le champ de bataille.

## Déroulement du combat et conséquences
Le général Martinengo commit l'erreur de déployer ses forces dos à la rivière et ses hommes furent balayés en une seule charge par la cavalerie française. Dans la panique qui s'ensuivit, des centaines de soldats espagnols furent précipités dans la rivière pour y être « massacrés comme du bétail ». Les survivants prirent la fuite en laissant le pont intact. 
Les Espagnols laissèrent sur le terrain « quelques centaines » de tués ou blessés et 1 500 prisonniers. La cavalerie française, dont les pertes furent minimes, prit également deux canons et deux drapeaux. Le lendemain, La Romana évacua León en abandonnant dans les hôpitaux 2 000 soldats espagnols blessés ou malades. Il fit sa jonction avec les Britanniques un peu plus tard à Astorga. La défaite de Mansilla compromit encore davantage la situation de Moore qui devait maintenant faire face au risque d'être enveloppé à la fois par Napoléon et par Soult.